# Inga fanchoniana
Inga fanchoniana là một loài thực vật có hoa trong họ Đậu. Loài này được Poncy miêu tả khoa học đầu tiên.